# SS Jeanne d'Arc
SS Jeanne d'Arc is een Réunionse voetbalclub uit Le Port. De club is opgericht in 1927.

## Palmares
Kampioen
1952
Beker van Réunion
Winnaar: 1958, 1960, 1967, 2001